# Navalguijo
Navalguijo es una localidad española perteneciente al municipio de Navalonguilla (provincia de Ávila, Castilla y León). En 2011 tenía una población de 47 habitantes.

## Demografía
| Gráfica de evolución demográfica de Navalguijo entre 2000 y 2011              |
|                                                                               |
| Población (2000-2011) según el nomenclátor de unidades poblacionales del INE. |